# Gyanendra
Gyanendra Bir Bikram Shah Dev (Nepali: ज्ञानेन्द्र वीर विक्रम शाहदेव; * 7. Juli 1947 in Kathmandu) war von 1950 bis 1951 und von 2001 bis 2008 König von Nepal. Er trat dieses Amt nach dem gewaltsamen Tod seines älteren Bruders Birendra und seines Neffen Dipendra an und war Nepals letzter König.

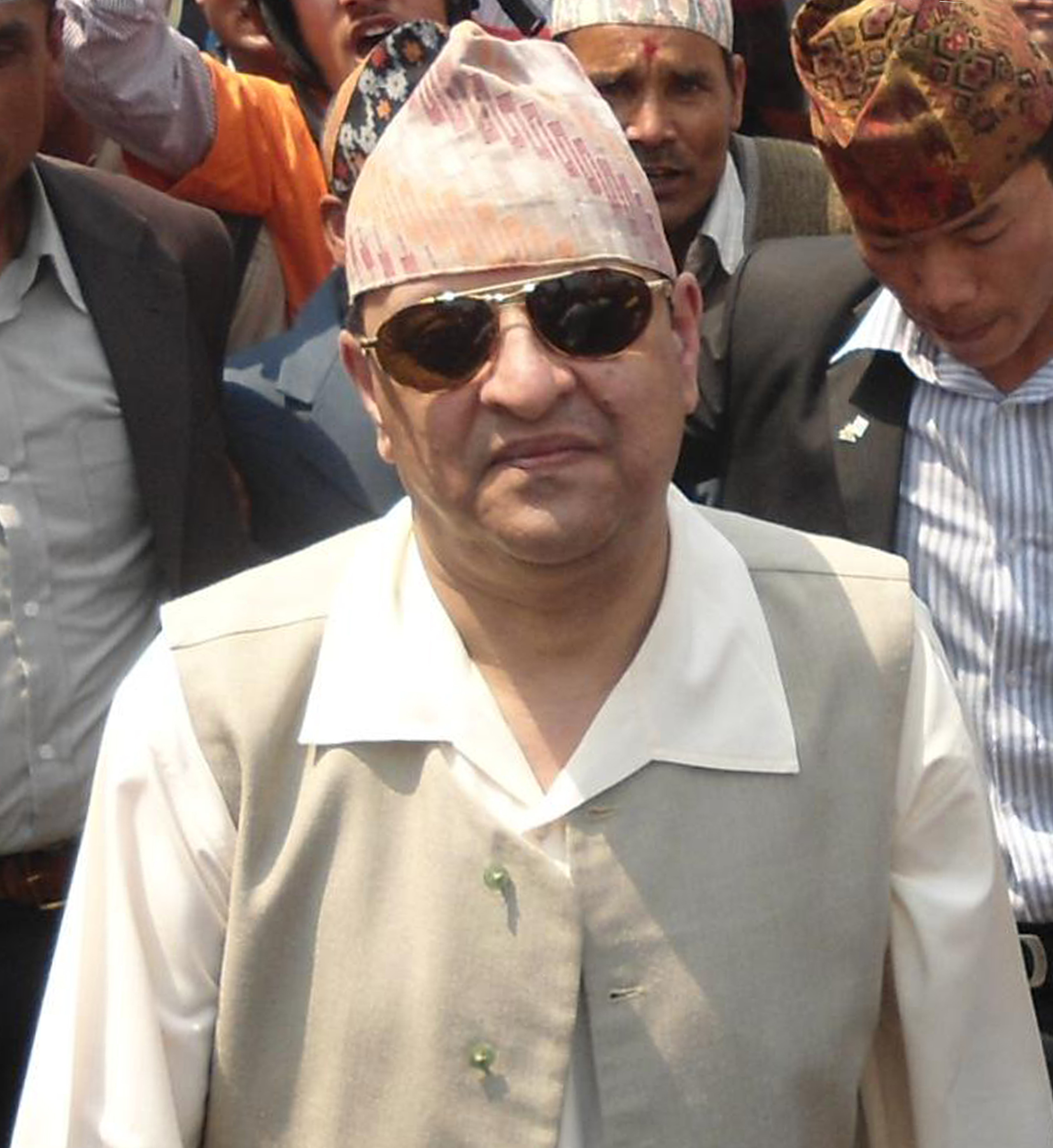
Gyanendra (2012)

## Leben
Gyanendra wurde am 7. Juli 1947 als Sohn des Kronprinzen Mahendra in Kathmandu geboren. Nachdem sein Großvater, König Tribhuvan, mit einem großen Teil der Königsfamilie aufgrund von Spannungen mit Premierminister Mohan Shamsher Jang Bahadur Rana nach Indien geflohen war, wurde Gyanendra bereits im Alter von drei Jahren am 6. November 1950 zum ersten Mal zum König ausgerufen. Nach der Rückkehr der königlichen Familie und der Absetzung des Premierministers am 18. Februar 1951 wurde Tribhuvan jedoch wieder als König eingesetzt.
Nach dem Schulbesuch im indischen Darjeeling studierte Gyanendra an der Tribhuvan-Universität in Kathmandu. Im Jahr 1977 wurde er als Mitglied in den Staatsrat berufen.
König Birendra und ein Teil der Königsfamilie wurden am 1. Juni 2001 unter mysteriösen Umständen ermordet. Der mutmaßliche Täter, Kronprinz Dipendra, wurde daraufhin zum König ausgerufen, starb jedoch nach drei Tagen an den Folgen seiner vermutlich selbst zugefügten Verletzungen, ohne aus dem Koma aufgewacht zu sein. In der Folge bestieg Gyanendra am 4. Juni den Thron. Anderen Vermutungen aus Bevölkerung und Medien zufolge wurden die Morde durch oder im Auftrag von Gyanendra ausgeführt, um ihm den Weg zum Thron zu ebnen.
Im Februar 2005 entließ Gyanendra die Regierung, nachdem er ihr Versagen bei der Vorbereitung der Wahlen im April 2005 und im Kampf gegen die Kommunistische Partei Nepals vorgeworfen hatte, die seit Jahren gegen die nepalesische Monarchie und für die Errichtung eines marxistischen Staats kämpfte. Am Tag nach der Entlassung der Regierung übernahm er selbst die Leitung eines Notstandskabinetts. Nach zweiwöchigen blutigen Unruhen gegen die direkte Königsherrschaft sah sich Gyanendra jedoch bereits im April 2006 gezwungen, das gewählte Parlament wieder einzuberufen und die exekutive Gewalt an den von den Parteien gewählten Ministerpräsidenten Girija Prasad Koirala zu übergeben. Im Juni 2006 entschied das Parlament, den größten Teil der dem König von der alten Verfassung zugewiesenen Rechte abzuschaffen. Die Übergangsverfassung betraute den Ministerpräsidenten mit der Ausübung dieser Vorrechte. Gyanendra hatte zu diesem Zeitpunkt bereits jeglichen Anteil an den Staatsgeschäften verloren. Im August 2007 wurden alle Besitzungen, die Gyanendra von seinem Vorgänger geerbt hatte, durch einen Beschluss der Übergangsregierung verstaatlicht. Eigentum, das der König vor seiner Thronbesteigung besessen hatte, war von dieser Entscheidung ausgenommen.
Am 28. Dezember wurde vom Parlament schließlich ein Gesetz verabschiedet, das die Ausrufung der Republik bei der konstituierenden Sitzung der verfassungsgebenden Versammlung nach der Wahl zur Verfassunggebenden Versammlung im April 2008 vorsah. Am 28. Mai 2008 wurde dieser Beschluss mit großer Mehrheit gefasst und damit die Monarchie abgeschafft. Gyanendra und seine Familie wurden aufgefordert, innerhalb von 14 Tagen den königlichen Palast in Kathmandu zu verlassen, damit dieser in ein Museum umgewandelt werden könne.
Bereits vor dem Beschluss kündigte der Maoistenführer Prachanda an, dass Gyanendra, falls er sich gegen ein Leben als gewöhnlicher Bürger wehre, mit einem „Prozess und harter Bestrafung“ rechnen müsse. Der ehemalige König kündigte an, er wolle im Land bleiben.